# Соборна вулиця (Пирятин)
Вулиця Соборна — центральна вулиця міста Пирятина (районний центр Полтавської області), зосередження головних державних установ, закладів культури, організацій, торговельних підприємств.
Вулиця пролягає від вулиці Водостічної до вулиці Київської.

## З історії вулиці
Колишні назви вулиці Соборної — Переяславська, Губіна, Леніна.
У 1951 році більшовики перейменували вулицю на вулицю Леніна — на честь російського політичного діяча-революціонера, першого керівника радянської держави Леніна.  
Напередодні 1987 року на вулиці зведено перший дев'ятиповерховий житловий будинок міста з аптекою на першому поверсі. 
28 грудня 2001 року біля пирятинської філії «Полтаваобленерго» відкрито пам'ятний знак на честь воїнів-пирятинців, які загинули під час війни в Афганістані (1979—1989).
У 2016 році рішенням міської ради вулицю Леніна перейменовано на вулицю Соборну.

## Об'єкти
На вулиці Соборній в Пирятині розташовані головні міські і районні державні установи, заклади, численні об'єкти міської інфраструктури:

Пирятинська райдержадміністрація

- буд. № 13 — ВАТ «Пирятинська механізована пекарня»;
- буд. № 17 — Пирятинське районне відділення Полтавської обласної дирекції НАСК «Оранта»[4];
- буд. № 21 — Пирятинська міська рада;
- буд. № 39 — Пирятинський районний центр зайнятості;
- буд. № 40 — Пирятинська філія ВАТ «Полтаваобленерго»;
- буд. № 41 — Пирятинське районне управління юстиції[5];
- буд. № 42 — Пирятинська районна державна адміністрація і Пирятинська районна рада;
- буд. № 52 — ДП ДАК «Хліб України» «Пирятинський комбінат хлібопродуктів»;
- буд. № 59 — Пирятинська центральна районна бібліотека;
- буд. № 62 — Пирятинська міжрайонна державна податкова інспекція.

На вулиці розташовані також численні інші установи і закладимагазини, відділення декількох банків, осередки обласних, районних і міських громадських організацій, політичних партій, рухів і блоків. 
Забудова вулиці Соборної — переважно радянська, але є окремі і старі будинки. Житлова забудова вулиці — типові п'ятиповерхівки, а також пізніші у часі дев'ятиповерхівки, перші поверхи яких зайняті під магазини, аптеки, різноманітні організації.
На вулиці в радянський час встановлені пам'ятники В. І. Леніну і Карлу Марксу (1974), а за незалежності України — пам'ятник учасникам бойових дій в Афганістані (2001) і пам'ятний знак жертвам ЧАЕС, також на фасадах будинків встановлені меморіальні дошки — в пам'ять земляків, видатних художників В. Г. Григоровича та А. М. Мокрицького, в пам'ять Героя Радянського Союзу П. Ф. Цибаня (буд. № 41).

## Виноски
1. ↑  Історія (Пирятина) на www.piryatin-life.ucoz.net (вебресурс «Пирятин — Життя Пирятина»)
2. ↑  Хронологія важливих подій (Пирятина) на Сайт міста Пирятин
3. ↑  Рішення пирятинської міської ради Про перейменування вулиць, провулків, площ м.Пирятин та населених пунктів Пирятинської міської ради №2 від 25 січня 2016 року
4. ↑  Представницька мережа Полтавської обласної дирекції НАСК «Оранта» на сайті компанії. Архів оригіналу за 27 листопада 2010. Процитовано 22 квітня 2011.
5. ↑  Контактна інформація[недоступне посилання з липня 2019] на Сайт Пирятинського районного управління юстиції[недоступне посилання з червня 2019]
6. ↑  Пирятин: довідник підприємств на bizinua.info[недоступне посилання]
7. ↑  Реєстр громадських організацій (Пирятина)[недоступне посилання з червня 2019] на Сайт Пирятинського районного управління юстиції[недоступне посилання з червня 2019]
8. ↑  Список об’єктів історії, виявлених (у період з 1984 по 2010 рік) на території Полтавської області[недоступне посилання з липня 2019] на www.spadshina.pl.ua (Охорона культурної спадщини Полтавщини) [Архівовано 24 березня 2013 у Wayback Machine.]